# D'ailleurs c'est toujours les autres qui meurent
 (décembre 2007).
Si vous disposez d'ouvrages ou d'articles de référence ou si vous connaissez des sites web de qualité traitant du thème abordé ici, merci de compléter l'article en donnant les références utiles à sa vérifiabilité et en les liant à la section « Notes et références ».
D'ailleurs c'est toujours les autres qui meurent est une pièce de théâtre de Philippe Fournier et Sébastien Heurtel représentée en 2007 à Paris, dans une mise en scène de Damien Poinsard. On sent dans cette pièce l'influence de Ionesco et du théâtre anglais des années 1960. Les premières représentations de la pièce D'ailleurs c'est toujours les autres qui meurent ont eu lieu au Théâtre des Quarts d'heures à Paris en mars 2007.	
Cette pièce absurde est un huis clos qui mêle à une situation absurde, trois personnages mystérieux et décalés.

## Résumé
Wellington et Léonard ont été tous deux conviés à un dîner par leur hôtesse, une femme divine, dont ils sont tombés amoureux. Les deux chevaliers servants ont bien du mal à communiquer. Petit à petit la glace se brise. On attend de passer à table et d’éclaircir les situations absurdes qui se dessinent. On parle de tout de rien mais surtout, on reste digne... L’arrivée de Santiago du Chili va bouleverser la situation en annonçant la mort... « D'ailleurs c'est toujours les autres qui meurent » est l'épitaphe qui se trouve sur la tombe de Marcel Duchamp.

## Personnages
- Wellington
- Léonard
- Santiago du Chili

## Biographie de Wellington
Wellington (pas de prénom) est né à Chester, près de Liverpool. Son père était banquier, sa mère était nudiste. Wellington est égyptologue. Le terme égyptologie désigne un champ d’étude privilégié dans certaines branches des sciences humaines (archéologie, histoire, literie…). Ce champ d’étude s’intéresse spécifiquement à la zone géographie dénommée Égypte et couvre généralement les périodes pré-pharaoniques et antiques (L’égyptologie ne concerne pas les Jeux Olympiques de Munich !). Wellington a étudié la construction des pyramides antiques par téléphone ; sa théorie étant que les Égyptiens de l'antiquité utilisaient un système de rampe pour mettre en place les grandes pierres et que leurs ouvriers étaient de nationalité belge. Wellington a écrit de nombreuses lettres aux archéologues sur le terrain afin d’essayer de mettre à jour leurs technologies datantes pour inclure des essais au carbone 14. Il leur demandait aussi de porter des moustaches pour qu’on les différencie des marchands de hamburgers.
En 1993, une digue devait être construite sur le site présumé du phare d’Alexandrie (à ne pas confondre avec le tunnel sous la Manche ou avec les pissaladières niçoises). Une opération de sauvetage fut alors confiée à Wellington et à une trentaine de plongeurs (dont Olaf le Requin) afin d'entreprendre une campagne de fouilles sur une zone d'environ 2,25 hectares au nord-est du fort de Qaitbay, au niveau du centre commercial Chez Toutou. Wellington s’acheta un fouet pour commander ses troupes fouilleuses. Il apprit également à tenir sa tête droite, ainsi que quelque gros mots, dont le fameux « Espèce d’oléagineux métèque ! ».
Dès l'année suivante, cette série de fouilles importantes dans le port d'Alexandrie, permit la découverte d'une grande quantité de vestiges archéologiques : 5 000 blocs architecturaux dont certains atteignent 75 tonnes, des colonnes, des chapiteaux, des statues brisées gigantesques, une douzaine de sphinx, un Jokari intact, un porte-jarretelles, le sosie de Jacques Offenbach, sans oublier les traces évidentes du fameux phare (statues, fragments de pierres sculptées, bougies, poster de Paris Hilton). Wellington a ainsi pu reconstruire virtuellement une porte de plus de douze mètres dont les linteaux et les traverses sont en granit d’Assouan ; les statues colossales représentant des rois ptolémaïques et des reines se trouvaient juste à côté de leur socle ; dans l’Antiquité, elles se trouvaient au pied du phare (consulter le livre de Michel Strogoff Junior « Les statues, elles sont ici, elles ne sont pas là ! »). Wellington espère que le site pourra être visité par des plongeurs amateurs et des surfeurs australiens désireux de voir les découvertes sous-marines, et il souhaite installer un salon de thé à proximité avec des serveuses en bikini.
En 1997, Wellington est appelé en renfort le 27 juin par le directeur des Musées et des sites archéologiques d'Alexandrie (M. Raymond), à la suite de la découverte par hasard en mars, lors de la construction de l'autopont qui doit relier le port ouest de la ville à la route du Caire, du site de la Nécropolis, la cité des morts d'Alexandrie. Wellington hésite, il a prévu d’aller au cinéma pour voir « Ma vie sexuelle avec un okapi » du réalisateur Japonais Ramirez, puis finalement il y va.  Le plan d'ensemble de la ville antique avec le tracé de ses artères apparaît alors, conforme à la trame des rues dessinée par Dinocrate de Rhodes (dit  Tronche de Hareng), le premier architecte urbaniste reconnu par le magazine Décoration et Vivisection. « On voit même le restaurant vietnamien ! » déclare Wellington aux journalistes médusés.
En mai 1998, Wellington fut le commissaire général de l'expositionOn danse sur le pont, au Petit-Palais à Paris, exposition présentant le résultat de ses travaux, de nombreuses pièces remontées des eaux et des partitions de chansons à boire.
Wellington aime la Reine, le Prince Charles, le pudding, la musique de Dvorak, le cresson, la carphologie, le banneton (mais pas tout le temps) et les poèmes de Shelley quand ils sont chantés.
Son expression favorite est : Poisson pané !